# Vulcanus (mythologie)
Vulcanus (in ouder Nederlands ook wel Vulcaan) is een figuur uit de Romeinse mythologie. Hij was een zoon van Jupiter en Juno. Hij is de man van Venus en is de Romeinse god van het vuur, de edelsmeden, smeden en de vulkanen. Hij is de smid die de bliksemschichten maakt voor Jupiter. Hij wordt afgebeeld met een hamer of met een bliksem in de hand.

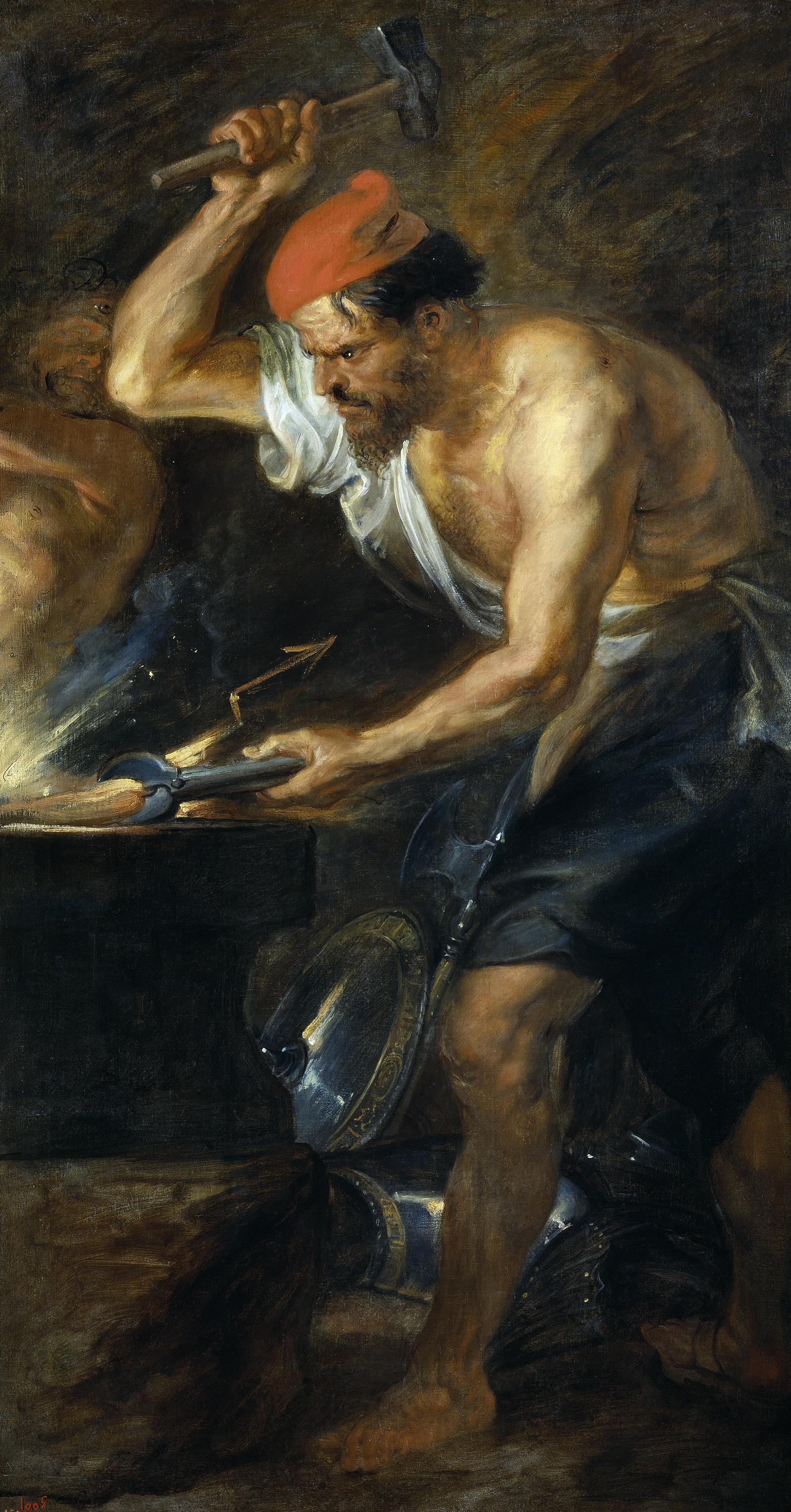
Vulcanus geschilderd door Peter Paul Rubens.

Hij is de Romeinse tegenhanger van de Griekse god Hephaistos. Zijn Etruskische tegenhanger is Sethklans.
Vulcanus was bij zijn geboorte zo lelijk dat zijn moeder hem niet wilde en hem van de Olympus afwierp. Gelukkig kwam hij in zee terecht en kon hij opgroeien doordat hij gevonden werd door twee nimfen. Toen hij volwassen was bouwde hij een smidse onder de vulkaan Etna. Later nam hij wraak op zijn moeder door een prachtige troon voor haar te maken waaruit zij niet kon opstaan, hij zou haar alleen weer bevrijden als hij terug mocht op de Olympus als smid voor Jupiter en als hij mocht trouwen met de godin van de liefde, Venus, en dit gebeurde ook. In Rome stond een tempel voor Vulcanus, die volgens de overlevering door Romulus zelf was gebouwd.